# Asociația de Fotbal a Bosniei și Herțegovinei
Asociația de Fotbal a Bosniei și Herțegovinei (în bosniacă: Fudbalski Savez Bosne i Hercegovine,FSBiH; în sârbă: Фудбалски савез Босне и Херцеговине, ФСБиХ sau Fudbalski Savez Bosne i Hercegovine, FSBiH; în croată: Nogometni Savez Bosne i Hercegovine, NSBiH) este forul conducător al fotbalului bosniac.
Ea organizează campionatul de fotbal al Bosniei și Herțegovinei – Prima Ligă Bosniacă și Cupa Bosniei și Herțegovinei, și gestionează echipa națională de fotbal a Bosniei și Herțegovinei.